# 河清軍
河清军，中国辽朝时设置的军。
西夏归降辽国，开直道直达上京临潢府。辽兴宗重熙十二年（1043年）建城，号河清军。以五百户居民，一千防秋军充实。属西京道西南面招讨司。治所在今内蒙古自治区鄂尔多斯市东胜区东北。